# Mozart-Piedmont-Gletscher
Der Mozart-Piedmont-Gletscher ist ein etwa 96 km langer und maximal 24 km breiter Vorlandgletscher an der Westküste der westantarktischen Alexander-I.-Insel. Er liegt vor den Debussy Heights und erstreckt sich von der Westflanke der Lassus Mountains in der Umgebung des Mount Morley bis zum Gilbert-Gletscher in der Umgebung des Giovanni Peak.
Luftaufnahmen, die bei der Ronne Antarctic Research Expedition (1947–1948) unter der Leitung des US-amerikanischen Polarforschers Finn Ronne entstanden, dienten dem britischen Geographen Derek Searle vom Falkland Islands Dependencies Survey im Jahr 1960 der Kartierung. Das UK Antarctic Place-Names Committee benannte den Gletscher 1977 nach dem österreichischen Komponisten Wolfgang Amadeus Mozart (1756–1791).